# Лодоиска
«Лодоиска» (Lodoïska) — трёхактная опера композитора Луиджи Керубини, характерный пример оперы спасения, предшественница опер романтизма. Премьера состоялась в Париже 18 июля 1791 года в театре Фейдо с Пьером Гаво в главной роли (графа Флореского). Через пять лет оперу на тот же сюжет написал Симон Майр. 
Несмотря на успех первой постановки и популярность в первой половине XIX века (особенно в германоязычных странах), опера ныне ставится крайне редко. Запись исполнения в театре Ла-Скала под руководством Р. Мути (2004) выпущена на компакт-диске. 
Музыковед Бэзил Дин назвал произведение Керубини «совершенно оригинальным по уровню психологического понимания, драматического напряжения и музыкальной глубины». 

## Партии
| Партия                     | Вокал   |
| -------------------------- | ------- |
| граф Флореский (Floreski)  | Тенор   |
| княжна Лодоиска (Lodoïska) | Сопрано |
| Дурлинский (Dourlinski)    | Баритон |
| Титцикан (Titzikan)        | Тенор   |
| Альтаморас (Altamoras)     | Бас     |
| Лисинка (Lysinka)          | Сопрано |
| Варбель (Varbel)           | Баритон |

## Сюжет
Место действия — Речь Посполитая на рубеже XVI и XVII веков.

### Действие 1

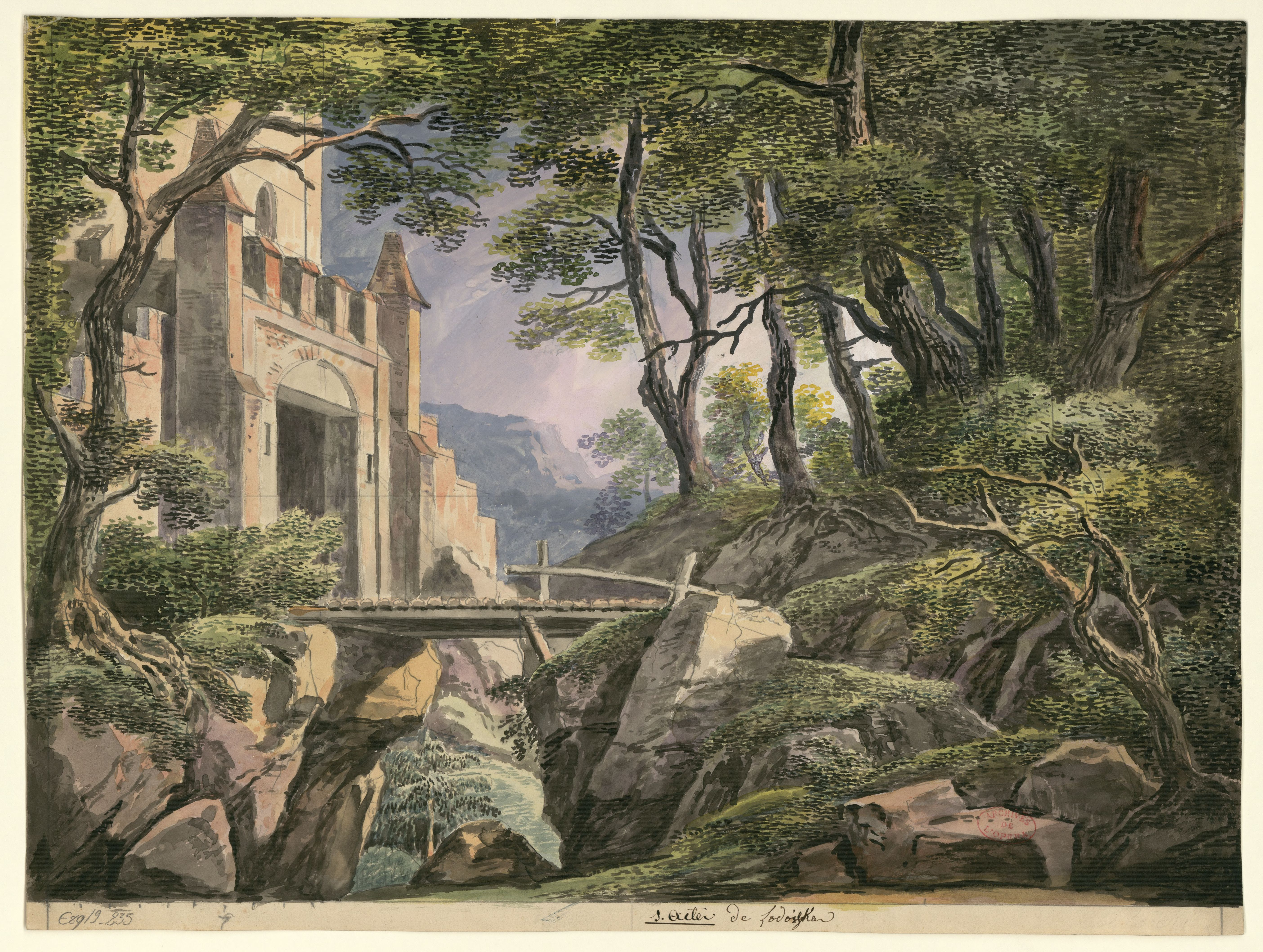
Эскиз для декорации первого действия (1791)

Группа татарских воинов под предводительством Титцикана приближаются к замку известного барона Дурлинского. Один из ребят Титцикана докладывает что Дурлинский часто покидает крепость, следовательно, во время его отсутствия замок легко захватить.
Но Титцикан говорит, что он хочет победить Дурлинского в честном противостоянии. Затем они слышат чьё-то приближение, прячутся в лесу и наблюдают.
Появляется польский граф Флореский со своим верным помощником Варбелем. Их лошади были угнаны татарами, так что они бредут пешком.
Флореский разыскивает свою девушку — Лодоиску, с которой они хотели заключить брак. Но отец Лодоиски имел политические разногласия с Флореским. Так что он отменил свадьбу, осудил Флореского и запрятал Лодоиску в секретное место. Затем он умер, и никто точно не знал, где находится Лодоиска.
Флореский и Варбель сталкиваются с Титциканом и одним из его воинов. В драке татары обезоруживаются. Титцикан впечатляется благородством Флорески во время боя, и они заключают союз. Титцикан говорит, что он и его силы собираются атаковать барона Дурлинского, чьи войска разорили их землю, и утверждает, что Дурлинский живёт в замке неподалеку
Флореский вспоминает, что Дурлинский был другом отца Лодоиски. Может, её упрятали именно туда?
Дальше на его ноги падает камень с прикреплённой запиской. Его бросила сама Лодоиска. Её держат в тюремной башне замка. Когда Флореский приближается к башне, она поёт ему, что в полночь он должен подняться на вершину башни и опустить записку к её окну.
Но у пугливого Варбеля есть другая идея. Дурлинский не знает, что отец Лодоиски умер. Варбель говорит, что они должны идти к замку, сообщить новость и сказать, что их послала мать Лодоиски, чтобы доставить её домой. Флореский злится. Они стучат в ворота замка, и осторожный слуга вводит их внутрь.

### Действие 2

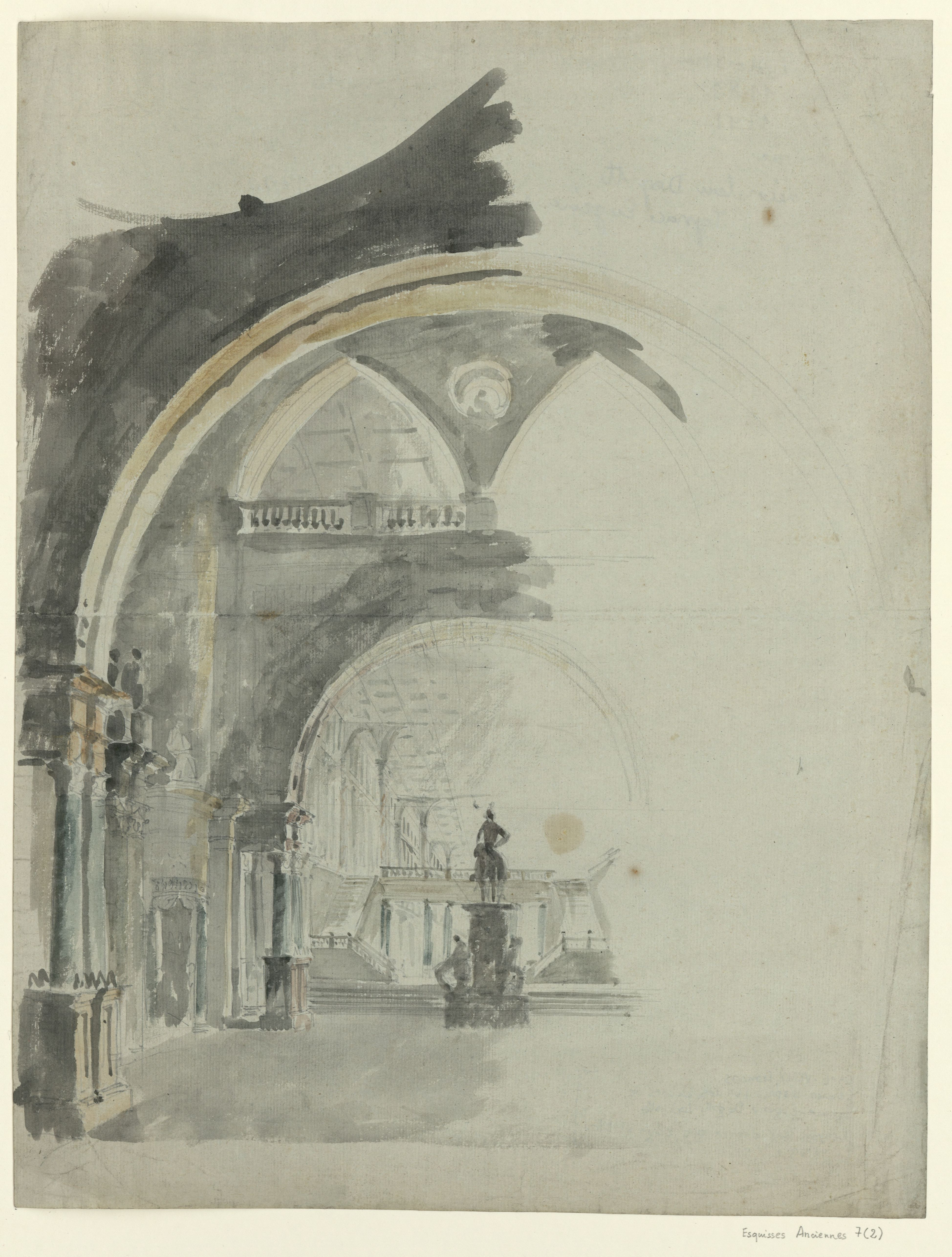
Старинная галерея, эскиз для декораций 2 действия

Лодоиска берёт с собой Альтамораса (приспешника Дурлинского) и направляется из башни в тёмный зал в глубине замка вместе со своей няней Лисинкой. Затем входит сам Дурлинский и говорит Лисинке выйти из комнаты, так как хочет поговорить с Лодоиской наедине. Дурлински решил жениться на Лодоиске. Когда она говорит ему что у него нет прав жениться на ней, он возражает, что у него «есть права любовника, который держит тебя силком» («a lover who has you in his power»). Она говорит ему, что он монстр, а не любовник, и что она любит другого человека — графа Флореского.
Начинается ожесточенное противостояние, и Дурлинский приказывает своим людям увести её в самую тёмную секретную часть тюремной башни. Также он клянётся «разыскать этого Флорески, кто бы он ни был, и избавиться от него». Далее Дурлински знакомится с Флореским и Варбелем, не зная, кто они. Когда они говорят ему, что их послали для того, чтобы вернуть Лодоиску её матери, Дурлинский в это не верит. Он говорит им передать, что Лодоиска больше не с ним.
Зная, что Дурлинский врёт, Флореский колеблется, не зная, что делать дальше. Чтобы выиграть некоторое время, он говорит, что они с Варбелем были бы рады остаться на ночь, отдохнуть перед путешествием домой. Дурлинский соглашается. Однако говорит Альтаморасу следить за ними.
Оказавшись в уединении, Флореский злится. Он понимает, что Дурлинский планирует похитить Лодоиску для себя. Затем к нему присоединяется Варбель с тревожными новостями: он подслушал, как два человека Дурлинского планируют предложить им две порции отравленного вина. Когда эти люди появляются, Флореский задерживается на время, и Варбель меняет вино, которое предложили им, на вино, которое эти ребята принесли для себя.
Они все пьют, и потенциальные отравители вырубаются. Однако, когда Флорески и Варбель пытаются сбежать, Дурлински сталкивает их с группой солдат. Флореский демонстративно раскрывает свою личность, затем их с Варбелем берут в плен.
Дурлински направляется к Лодоиске с ультиматумом: если она откажется выйти за него замуж, то Флореский будет убит. Не зная, что произошло, Лодоиска настаивает, что она не может выйти замуж, пока тут не будет её отца, который бы отдал её. Дурлинский говорит, что её отец мёртв, и Лодоиска теряет сознание от шока.
Затем появляется Флореский, и как только Лодоиска приходит в сознание, она бежит к нему. Дурлинский повторяет своё требование: либо Лодоиска выходит за него замуж, либо Флореский погибает. Лодоиска говорит Дурлинскому, что она предпочла бы быть заколота в сердце, чем выйти за него. Затем она и Флореский клянутся скорее умереть, чем сдаться. Дурлински к этому был не готов и обдумывает, что же делать дальше. Вдруг слышится пушечный выстрел. Титцикан, татарский союзник Флореский, атакует замок со своей армией
В захватывающей сцене, которая помогла сделать оперу настоящим хитом в Париже, одна из стен замка взрывается и обрушивается, показывая битву снаружи. В ожесточённой бойне татары одолевают войска Дурлинского. В то же время Дурлинский прячет Лодоиску в башне, но Титцикан спасает её во время обрушения башни. Находчивому татарину также удаётся спасти Флореского — он выхватил кинжал из рук Дурлинского в самый последний момент. Замок в огне, и Дурлинский признаёт поражение. А Флореский и Лодоиска празднуют воссоединение.